# Coupe du monde de tir de l'ISSF 2011
Navigation
Édition précédente Édition suivante
La Coupe du monde de tir de l'ISSF 2011 est la vingt-sixième édition annuelle de la Coupe du monde organisée par l'ISSF (Fédération Internationale de Tir Sportif).
Elle regroupe toutes les épreuves figurant au programme olympique. 
Quatre compétitions de qualification ont lieu entre mars à juillet pour chacune des armes (carabine, pistolet et fusil de chasse) et les meilleurs tireurs sont qualifiés pour les finales en septembre et octobre. 

## Calendrier
| Competition dates                   | Lieu         | Pays                | Carabine | Pistolet | Fusil de chasse |
| ----------------------------------- | ------------ | ------------------- | -------- | -------- | --------------- |
| 1er au 9 mars                       | Concepcion   | Chili               |          |          | ✔               |
| 21 mars au 1er avril                | Sydney       | Australie           | ✔        | ✔        | ✔               |
| 7 au 14 avril                       | Changwon     | Corée du Sud        | ✔        | ✔        |                 |
| 19 au 28 avril                      | Pékin        | Chine               |          |          | ✔               |
| 14 au 23 mai                        | Fort Benning | États-Unis          | ✔        | ✔        |                 |
| 16 au 23 juin                       | Munich       | Allemagne           | ✔        | ✔        |                 |
| 7 au 16 juillet                     | Maribor      | Slovénie            |          |          | ✔               |
| 18 au 24 septembre (Finales)        | Wrocław      | Pologne             | ✔        | ✔        |                 |
| 30 septembre au 7 octobre (Finales) | Al Ain       | Émirats arabes unis |          |          | ✔               |

## Résultats

### Carabine masculin
| 10 m air comprimé               | 10 m air comprimé               | 10 m air comprimé               | 50 m 3 positions                | 50 m 3 positions                | 50 m 3 positions                | 50 m tir couché                 | 50 m tir couché                 | 50 m tir couché                 |
| Sydney (26 mars)                | Sydney (26 mars)                | Sydney (26 mars)                | Sydney (23-24 mars)             | Sydney (23-24 mars)             | Sydney (23-24 mars)             | Sydney (28-29 mars)             | Sydney (28-29 mars)             | Sydney (28-29 mars)             |
| ------------------------------- | ------------------------------- | ------------------------------- | ------------------------------- | ------------------------------- | ------------------------------- | ------------------------------- | ------------------------------- | ------------------------------- |
| Médaille d'or                   | Niccolò Campriani Italie        | 699.3 (596)                     | Médaille d'or                   | Zhu Qinan Chine                 | 1271.4 (1179)                   | Médaille d'or                   | Wang Weiyi Chine                | 703.4 (597)                     |
| Médaille d'argent               | Pierre Edmond Piasecki France   | 699.2 (597)                     | Médaille d'argent               | Eric Uptagrafft États-Unis      | 1270.0 (1169)                   | Médaille d'argent               | Wang Weiyi Chine                | 703.2 (599)                     |
| Médaille de bronze              | Wang Tao Chine                  | 699.0 (596)                     | Médaille de bronze              | Han Jinseop Corée du Sud        | 1268.0 (1171)                   | Médaille de bronze              | Henri Junghaenel Allemagne      | 700.8 (596)                     |
| Changwon (9 avril)              | Changwon (9 avril)              | Changwon (9 avril)              | Changwon (13-14 avril)          | Changwon (13-14 avril)          | Changwon (13-14 avril)          | Changwon (10-11 avril)          | Changwon (10-11 avril)          | Changwon (10-11 avril)          |
| Médaille d'or                   | Peter Sidi Hongrie              | 702.6 (598)                     | Médaille d'or                   | Sanjeev Rajput Inde             | 1278.2 (1176)                   | Médaille d'or                   | Sergei Martynov Biélorussie     | 700.4 (598)                     |
| Médaille d'argent               | Sergy Rikhter Israël            | 701.6 (597)                     | Médaille d'argent               | Nemanja Mirosavljev Serbie      | 1272.5 (1172)                   | Médaille d'argent               | Eric Uptagrafft États-Unis      | 699.6 (596)                     |
| Médaille de bronze              | Wang Tao Chine                  | 701.4 (597)                     | Médaille de bronze              | Ole Kristian Bryhn Norvège      | 1271.9 (1177)                   | Médaille de bronze              | Cyril Graff France              | 698.0 (595)                     |
| Fort Benning (16 mai)           | Fort Benning (16 mai)           | Fort Benning (16 mai)           | Fort Benning (18-19 mai)        | Fort Benning (18-19 mai)        | Fort Benning (18-19 mai)        | Fort Benning (21-22 mai)        | Fort Benning (21-22 mai)        | Fort Benning (21-22 mai)        |
| Médaille d'or                   | Pierre Edmond Piasecki France   | 700.8 (597)                     | Médaille d'or                   | Zhu Qinan Chine                 | 1280.4 (1181)                   | Médaille d'or                   | Henri Junghaenel Allemagne      | 702.6 (597)                     |
| Médaille d'argent               | Niccolò Campriani Italie        | 700.8 (599)                     | Médaille d'argent               | Niccolò Campriani Italie        | 1277.3 (1177)                   | Médaille d'argent               | Sergei Martynov Biélorussie     | 701.1 (598)                     |
| Médaille de bronze              | Zhu Qinan Chine                 | 700.4 (597)                     | Médaille de bronze              | Simon Beyeler Suisse            | 1276.8 (1180)                   | Médaille de bronze              | Nemanja Mirosavljev Serbie      | 700.3 (597)                     |
| Munich (18 juin)                | Munich (18 juin)                | Munich (18 juin)                | Munich (21-22 juin)             | Munich (21-22 juin)             | Munich (21-22 juin)             | Munich (19-20 juin)             | Munich (19-20 juin)             | Munich (19-20 juin)             |
| Médaille d'or                   | Zhu Qinan Chine                 | 703.0 (599)                     | Médaille d'or                   | Lan Xing Chine                  | 1277.8 (1177)                   | Médaille d'or                   | Sergei Martynov Biélorussie     | 703.3 (598)                     |
| Médaille d'argent               | Wang Tao Chine                  | 701.5 (598)                     | Médaille d'argent               | Anton Rizov Bulgarie            | 1276.6 (1181)                   | Médaille d'argent               | Kenneth Nielsen Danemark        | 701.4 (598)                     |
| Médaille de bronze              | Jozef Gonci Slovaquie           | 699.8 (599)                     | Médaille de bronze              | Ole Kristian Bryhn Norvège      | 1274.3 (1178)                   | Médaille de bronze              | Daniel Brodmeier Allemagne      | 701.2 (599)                     |
| Finale : Wrocław (22 septembre) | Finale : Wrocław (22 septembre) | Finale : Wrocław (22 septembre) | Finale : Wrocław (21 septembre) | Finale : Wrocław (21 septembre) | Finale : Wrocław (21 septembre) | Finale : Wrocław (20 septembre) | Finale : Wrocław (20 septembre) | Finale : Wrocław (20 septembre) |
| Médaille d'or                   | Zhu Qinan Chine                 | 703.8 (600) EWR FWR             | Médaille d'or                   | Ole Kristian Bryhn Norvège      | 1278.5 (1181)                   | Médaille d'or                   | Sergei Martynov Biélorussie     | 702.8 (599)                     |
| Médaille d'argent               | Niccolò Campriani Italie        | 701.4 (598)                     | Médaille d'argent               | Niccolò Campriani Italie        | 1274.6 (1174)                   | Médaille d'argent               | Eric Uptagrafft États-Unis      | 701.8 (599)                     |
| Médaille de bronze              | Peter Sidi Hongrie              | 701.0 (597)                     | Médaille de bronze              | Nemanja Mirosavljev Serbie      | 1273.5 (1175)                   | Médaille de bronze              | Sebastian Rabalski Pologne      | 699.4 (596)                     |

### Carabine féminin
| 10 m air comprimé               | 10 m air comprimé               | 10 m air comprimé               | 50 m 3 positions                | 50 m 3 positions                | 50 m 3 positions                |
| Sydney (23 mars)                | Sydney (23 mars)                | Sydney (23 mars)                | Sydney (25-26 mars)             | Sydney (25-26 mars)             | Sydney (25-26 mars)             |
| ------------------------------- | ------------------------------- | ------------------------------- | ------------------------------- | ------------------------------- | ------------------------------- |
| Médaille d'or                   | Snjezana Pejcic Croatie         | 502.6 (399)                     | Médaille d'or                   | Jamie Beyerle États-Unis        | 685.3 (589)                     |
| Médaille d'argent               | Elaheh Ahmadi Iran              | 502.2 (399)                     | Médaille d'argent               | Amy Sowash États-Unis           | 676.4 (586)                     |
| Médaille de bronze              | Darya Tykhova Ukraine           | 501.7 (398)                     | Médaille de bronze              | Yi Siling Chine                 | 675.9 (581)                     |
| Changwon (10 avril)             | Changwon (10 avril)             | Changwon (10 avril)             | Changwon (11-12 avril)          | Changwon (11-12 avril)          | Changwon (11-12 avril)          |
| Médaille d'or                   | Sarah Scherer États-Unis        | 501.5 (398)                     | Médaille d'or                   | Li Peijing Chine                | 687.1 (586)                     |
| Médaille d'argent               | Agnieszka Nagay Pologne         | 500.5 (398)                     | Médaille d'argent               | Emilie Evesque France           | 683.5 (587)                     |
| Médaille de bronze              | Ivana Maksimovic Serbie         | 499.4 (397)                     | Médaille de bronze              | Du Li Chine                     | 682.2 (583)                     |
| Fort Benning (20 mai)           | Fort Benning (20 mai)           | Fort Benning (20 mai)           | Fort Benning (16-17 mai)        | Fort Benning (16-17 mai)        | Fort Benning (16-17 mai)        |
| Médaille d'or                   | Yi Siling Chine                 | 502.0 (398)                     | Médaille d'or                   | Jamie Beyerle États-Unis        | 683.2 (585)                     |
| Médaille d'argent               | Sonja Pfeilschifter Allemagne   | 502.0 (399)                     | Médaille d'argent               | Eva Friedel Allemagne           | 683.1 (587)                     |
| Médaille de bronze              | Petra Zublasing Italie          | 501.8 (399)                     | Médaille de bronze              | Li Peijing Chine                | 683.0 (586)                     |
| Munich (18 juin)                | Munich (18 juin)                | Munich (18 juin)                | Munich (20-21 juin)             | Munich (20-21 juin)             | Munich (20-21 juin)             |
| Médaille d'or                   | Xie Jieqiong Chine              | 503.5 (399)                     | Médaille d'or                   | Sonja Pfeilschifter Allemagne   | 687.1 (585)                     |
| Médaille d'argent               | Kateřina Emmons Tchéquie        | 501.8 (398)                     | Médaille d'argent               | Stine Nielsen Allemagne         | 686.5 (586)                     |
| Médaille de bronze              | Adela Sykorova Tchéquie         | 501.0 (398)                     | Médaille de bronze              | Wan Xiangyan Chine              | 682.5 (585)                     |
| Finale : Wrocław (23 septembre) | Finale : Wrocław (23 septembre) | Finale : Wrocław (23 septembre) | Finale : Wrocław (21 septembre) | Finale : Wrocław (21 septembre) | Finale : Wrocław (21 septembre) |
| Médaille d'or                   | Yi Siling Chine                 | 502.7 (399)                     | Médaille d'or                   | Barbara lechner Allemagne       | 690.8 (592)                     |
| Médaille d'argent               | Sonja Pfeilschifter Allemagne   | 499.9 (395)                     | Médaille d'argent               | Sonja Pfeilschifter Allemagne   | 690.1 (587)                     |
| Médaille de bronze              | Snjezana Pejcic Croatie         | 499.7 (398)                     | Médaille de bronze              | Eva Friedel Allemagne           | 687.7 (589)                     |

### Pistolet masculin
| 10 m air comprimé               | 10 m air comprimé               | 10 m air comprimé               | 25 m tir rapide                 | 25 m tir rapide                 | 25 m tir rapide                 | 50 m                            | 50 m                            | 50 m                            |
| Sydney (24 mars)                | Sydney (24 mars)                | Sydney (24 mars)                | Sydney (28-29 mars)             | Sydney (28-29 mars)             | Sydney (28-29 mars)             | Sydney (26-27 mars)             | Sydney (26-27 mars)             | Sydney (26-27 mars)             |
| ------------------------------- | ------------------------------- | ------------------------------- | ------------------------------- | ------------------------------- | ------------------------------- | ------------------------------- | ------------------------------- | ------------------------------- |
| Médaille d'or                   | Tomoyuki Matsuda Japon          | 685.7 (585)                     | Médaille d'or                   | Martin Podhrasky Tchéquie       | 33 (583)                        | Médaille d'or                   | Tomoyuki Matsuda Japon          | 659.8 (563)                     |
| Médaille d'argent               | Oleg Omelchuk Ukraine           | 680.0 (582)                     | Médaille d'argent               | Viatcheslav Kalioujnyi Russie   | 31 (588)                        | Médaille d'argent               | Francesco Bruno Italie          | 659.8 (563)                     |
| Médaille de bronze              | Zhang Tian Chine                | 679.8 (582)                     | Médaille de bronze              | Ralf Schumann Allemagne         | 24 (584)                        | Médaille de bronze              | Pang Wei Chine                  | 656.9 (561)                     |
| Changwon (11 avril)             | Changwon (11 avril)             | Changwon (11 avril)             | Changwon (12-13 avril)          | Changwon (12-13 avril)          | Changwon (12-13 avril)          | Changwon (9 avril)              | Changwon (9 avril)              | Changwon (9 avril)              |
| Médaille d'or                   | Andrija Zlatić Serbie           | 688.9 (588)                     | Médaille d'or                   | Martin Podhrasky Tchéquie       | 32 (581)                        | Médaille d'or                   | Francesco Bruno Italie          | 662.2 (564)                     |
| Médaille d'argent               | Lee Daemyung Corée du Sud       | 688.1 (589)                     | Médaille d'argent               | Keith Sanderson États-Unis      | 28 (581)                        | Médaille d'argent               | Leonid Ekimov Russie            | 660.6 (564)                     |
| Médaille de bronze              | Oleg Omelchuk Ukraine           | 687.9 (588)                     | Médaille de bronze              | Jorge Llames Espagne            | 20 (580)                        | Médaille de bronze              | Lee Daemyung Corée du Sud       | 659.1 (566)                     |
| Fort Benning (17 mai)           | Fort Benning (17 mai)           | Fort Benning (17 mai)           | Fort Benning (20-21 mai)        | Fort Benning (20-21 mai)        | Fort Benning (20-21 mai)        | Fort Benning (21-22 mai)        | Fort Benning (21-22 mai)        | Fort Benning (21-22 mai)        |
| Médaille d'or                   | Leonid Ekimov Russie            | 689.2 (585)                     | Médaille d'or                   | Christian Reitz Allemagne       | 29 (584)                        | Médaille d'or                   | Jin Jong-oh Corée du Sud        | 670.0 (573)                     |
| Médaille d'argent               | João Costa (en) Portugal        | 687.8 (587)                     | Médaille d'argent               | Vijay Kumar Inde                | 29 (584)                        | Médaille d'argent               | Wu Xiao Chine                   | 660.3 (566)                     |
| Médaille de bronze              | Brian Beaman États-Unis         | 686.6 (586)                     | Médaille de bronze              | Ding Feng Chine                 | 24 (589)                        | Médaille de bronze              | Andrija Zlatić Serbie           | 655.3 (562)                     |
| Munich (21 juin)                | Munich (21 juin)                | Munich (21 juin)                | Munich (19-20 juin)             | Munich (19-20 juin)             | Munich (19-20 juin)             | Munich (18-19 juin)             | Munich (18-19 juin)             | Munich (18-19 juin)             |
| Médaille d'or                   | Yusuf Dikec Turquie             | 687.3 (586)                     | Médaille d'or                   | Christian Reitz Allemagne       | 33 (583)                        | Médaille d'or                   | Tomoyuki Matsuda Japon          | 665.7 (568)                     |
| Médaille d'argent               | Andrija Zlatić Serbie           | 686.9 (584)                     | Médaille d'argent               | Ralf Schumann Allemagne         | 31 (581)                        | Médaille d'argent               | Andrija Zlatić Serbie           | 662.9 (568)                     |
| Médaille de bronze              | Lee Daemyung Corée du Sud       | 684.3 (585)                     | Médaille de bronze              | Emil Milev États-Unis           | 25 (583)                        | Médaille de bronze              | Giuseppe Giordano Italie        | 659.6 (562)                     |
| Finale : Wrocław (22 septembre) | Finale : Wrocław (22 septembre) | Finale : Wrocław (22 septembre) | Finale : Wrocław (21 septembre) | Finale : Wrocław (21 septembre) | Finale : Wrocław (21 septembre) | Finale : Wrocław (20 septembre) | Finale : Wrocław (20 septembre) | Finale : Wrocław (20 septembre) |
| Médaille d'or                   | Leonid Ekimov Russie            | 690.7 (589)                     | Médaille d'or                   | Christian Reitz Allemagne       | 32 (590)                        | Médaille d'or                   | Andrija Zlatić Serbie           | 667.9 (568)                     |
| Médaille d'argent               | Zhang Tian Chine                | 686.8 (587)                     | Médaille d'argent               | Alexei Klimov Russie            | 30 (587)                        | Médaille d'argent               | Leonid Ekimov Russie            | 665.9 (569)                     |
| Médaille de bronze              | Yusuf Dikec Turquie             | 682.9 (582)                     | Médaille de bronze              | Keith Sanderson États-Unis      | 26 (581)                        | Médaille de bronze              | Tomoyuki Matsuda Japon          | 659.1 (561)                     |

### Pistolet féminin
| 10 m air comprimé               | 10 m air comprimé               | 10 m air comprimé               | 25 m                            | 25 m                            | 25 m                            |
| Sydney (23 mars)                | Sydney (23 mars)                | Sydney (23 mars)                | Sydney (26-27 mars)             | Sydney (26-27 mars)             | Sydney (26-27 mars)             |
| ------------------------------- | ------------------------------- | ------------------------------- | ------------------------------- | ------------------------------- | ------------------------------- |
| Médaille d'or                   | Nino Salukvadze Géorgie         | 485.5 (385)                     | Médaille d'or                   | Olena Kostevych Ukraine         | 787.3 (584)                     |
| Médaille d'argent               | Mira Suhonen Finlande           | 484.0 (386)                     | Médaille d'argent               | Yuan Jing Chine                 | 786.2 (584)                     |
| Médaille de bronze              | Olena Kostevych Ukraine         | 483.6 (386)                     | Médaille de bronze              | Antoaneta Boneva Bulgarie       | 786.1 (587)                     |
| Changwon (12 avril)             | Changwon (12 avril)             | Changwon (12 avril)             | Changwon (9-10 avril)           | Changwon (9-10 avril)           | Changwon (9-10 avril)           |
| Médaille d'or                   | Sun Qi Chine                    | 489.9 (391)                     | Médaille d'or                   | Chen Ying Chine                 | 794.6 (589)                     |
| Médaille d'argent               | Olena Kostevych Ukraine         | 489.8 (391)                     | Médaille d'argent               | Yuan Jing Chine                 | 791.3 (585)                     |
| Médaille de bronze              | Nino Salukvadze Géorgie         | 486.7 (385)                     | Médaille de bronze              | Antoaneta Boneva Bulgarie       | 791.2 (587)                     |
| Fort Benning (16 mai)           | Fort Benning (16 mai)           | Fort Benning (16 mai)           | Fort Benning (18 mai)           | Fort Benning (18 mai)           | Fort Benning (18 mai)           |
| Médaille d'or                   | Olena Kostevych Ukraine         | 489.4 (389)                     | Médaille d'or                   | Chen Ying Chine                 | 796.7 (591) EFWR                |
| Médaille d'argent               | Annu Raj Singh Inde             | 486.6 (389)                     | Médaille d'argent               | Gundegmaa Otryad Mongolie       | 789.8 (585)                     |
| Médaille de bronze              | Céline Goberville France        | 486.3 (388)                     | Médaille de bronze              | Rahi Sarnobat Inde              | 789.7 (582)                     |
| Munich (22 juin)                | Munich (22 juin)                | Munich (22 juin)                | Munich (18-19 juin)             | Munich (18-19 juin)             | Munich (18-19 juin)             |
| Médaille d'or                   | Stéphanie Tirode France         | 488.3 (388)                     | Médaille d'or                   | Yuan Jing Chine                 | 787.8 (582)                     |
| Médaille d'argent               | Zorana Arunovic Serbie          | 487.5 (388)                     | Médaille d'argent               | Maria Grozdeva Bulgarie         | 787.3 (584)                     |
| Médaille de bronze              | Lalita Yauhleuskaya Australie   | 484.2 (384)                     | Médaille de bronze              | Lenka Maruskova Tchéquie        | 786.0 (584)                     |
| Finale : Wrocław (23 septembre) | Finale : Wrocław (23 septembre) | Finale : Wrocław (23 septembre) | Finale : Wrocław (20 septembre) | Finale : Wrocław (20 septembre) | Finale : Wrocław (20 septembre) |
| Médaille d'or                   | Olena Kostevych Ukraine         | 488.5 (389)                     | Médaille d'or                   | Lenka Maruskova Tchéquie        | 790.4 (588)                     |
| Médaille d'argent               | Sun Qi Chine                    | 486.0 (386)                     | Médaille d'argent               | Nino Salukvadze Géorgie         | 787.8 (582)                     |
| Médaille de bronze              | Lalita Yauhleuskaya Australie   | 483.9 (383)                     | Médaille de bronze              | Chen Ying Chine                 | 786.9 (580)                     |

### Fusil de chasse masculin
| Trap                          | Trap                          | Trap                          | Double Trap                 | Double Trap                 | Double Trap                 | Skeet                         | Skeet                               | Skeet                         |
| Concepcion (7-8 mars)         | Concepcion (7-8 mars)         | Concepcion (7-8 mars)         | Concepcion (3 mars)         | Concepcion (3 mars)         | Concepcion (3 mars)         | Concepcion (6-7 mars)         | Concepcion (6-7 mars)               | Concepcion (6-7 mars)         |
| ----------------------------- | ----------------------------- | ----------------------------- | --------------------------- | --------------------------- | --------------------------- | ----------------------------- | ----------------------------------- | ----------------------------- |
| Médaille d'or                 | Oguzhan Tuzun Turquie         | 145 (123)                     | Médaille d'or               | Vitaly Fokeev Russie        | 194 (148) WR                | Médaille d'or                 | Jan Sychra Tchéquie                 | 150 (125) EWR EFWR            |
| Médaille d'argent             | Pavel Gurkin Russie           | 143+9 (122)                   | Médaille d'argent           | Peter Wilson Royaume-Uni    | 190 (142)                   | Médaille d'argent             | Tore Brovold Norvège                | 148 (124)                     |
| Médaille de bronze            | Jesus Serrano Espagne         | 143+8 (122)                   | Médaille de bronze          | Joshua Richmond États-Unis  | 189 (143)                   | Médaille de bronze            | Ole Eilif Undseth Norvège           | 147+13 (123)                  |
| Sydney (23-25 mars)           | Sydney (23-25 mars)           | Sydney (23-25 mars)           | Sydney (27 mars)            | Sydney (27 mars)            | Sydney (27 mars)            | Sydney (29-31 mars)           | Sydney (29-31 mars)                 | Sydney (29-31 mars)           |
| Médaille d'or                 | Alberto Fernández Espagne     | 143+1 (120)                   | Médaille d'or               | Richard Faulds Royaume-Uni  | 188 (141)                   | Médaille d'or                 | Jon McGrath États-Unis              | 149+2 (124)                   |
| Médaille d'argent             | Rodolfo Vigano Italie         | 143+0 (121)                   | Médaille d'argent           | Joshua Richmond États-Unis  | 186 (140)                   | Médaille d'argent             | Yórgos Achilléos Chypre             | 149+1 (124)                   |
| Médaille de bronze            | Stefan Ruettgeroth Allemagne  | 142 (121)                     | Médaille de bronze          | Francesco D'Aniello Italie  | 184 (140)                   | Médaille de bronze            | Ole Eilif Undseth Norvège           | 148 (124)                     |
| Pékin (26-27 avril)           | Pékin (26-27 avril)           | Pékin (26-27 avril)           | Pékin (24 avril)            | Pékin (24 avril)            | Pékin (24 avril)            | Pékin (21-22 avril)           | Pékin (21-22 avril)                 | Pékin (21-22 avril)           |
| Médaille d'or                 | Giovanni Cernogoraz Croatie   | 145 (121)                     | Médaille d'or               | William Chetcuti Malte      | 185 (141)                   | Médaille d'or                 | Antonakis Andreou Chypre            | 147 (125) EWR                 |
| Médaille d'argent             | Alexey Alipov Russie          | 144 (123)                     | Médaille d'argent           | Ronjan Sodhi Inde           | 183 (142)                   | Médaille d'argent             | Nikolaos Mavrommatis Grèce          | 146 (123+2)                   |
| Médaille de bronze            | Jiri Gach Tchéquie            | 143 (120)                     | Médaille de bronze          | Li Jun Chine                | 182 (140)                   | Médaille de bronze            | Jesper Hansen Danemark              | 145 (123+2)                   |
| Maribor (9-10 juillet)        | Maribor (9-10 juillet)        | Maribor (9-10 juillet)        | Maribor (12 juillet)        | Maribor (12 juillet)        | Maribor (12 juillet)        | Maribor (14-15 juillet)       | Maribor (14-15 juillet)             | Maribor (14-15 juillet)       |
| Médaille d'or                 | Jesus Serrano Espagne         | 146+3 (124)                   | Médaille d'or               | Peter Wilson Royaume-Uni    | 195 (146)                   | Médaille d'or                 | Anders Golding Danemark             | 149+2 (124)                   |
| Médaille d'argent             | Michael Diamond Australie     | 146+2 (123)                   | Médaille d'argent           | Hu Binyuan Chine            | 194+2 (146)                 | Médaille d'argent             | Yórgos Achilléos Chypre             | 149+1 (124)                   |
| Médaille de bronze            | Aaron Heading Royaume-Uni     | 144 (122)                     | Médaille de bronze          | Ronjan Sodhi Inde           | 194+1 (145)                 | Médaille de bronze            | Efthimios Mitas Grèce               | 146 (123)                     |
| Finale : Al Ain (5-6 octobre) | Finale : Al Ain (5-6 octobre) | Finale : Al Ain (5-6 octobre) | Finale : Al Ain (4 octobre) | Finale : Al Ain (4 octobre) | Finale : Al Ain (4 octobre) | Finale : Al Ain (2-3 octobre) | Finale : Al Ain (2-3 octobre)       | Finale : Al Ain (2-3 octobre) |
| Médaille d'or                 | Michael Diamond Australie     | 142+4 (119)                   | Médaille d'or               | Ronjan Sodhi Inde           | 187+2 (142)                 | Médaille d'or                 | Saeed Almaktoum Émirats arabes unis | 146 (121)                     |
| Médaille d'argent             | Rodolfo Vigano Italie         | 142+3 (119)                   | Médaille d'argent           | Hu Binyuan Chine            | 187+1 (144)                 | Médaille d'argent             | Tore Brovold Norvège                | 143 (118)                     |
| Médaille de bronze            | Massimo Fabbrizi Italie       | 140 (119)                     | Médaille de bronze          | Vitaly Fokeev Russie        | 185 (138)                   | Médaille de bronze            | Juan Jose Aramburu Espagne          | 141 (118)                     |

### Fusil de chasse féminin
| Trap                        | Trap                           | Trap                        | Skeet                       | Skeet                       | Skeet                       |
| Concepcion (5 mars)         | Concepcion (5 mars)            | Concepcion (5 mars)         | Concepcion (4 mars)         | Concepcion (4 mars)         | Concepcion (4 mars)         |
| --------------------------- | ------------------------------ | --------------------------- | --------------------------- | --------------------------- | --------------------------- |
| Médaille d'or               | Alessandra Perilli Saint-Marin | 92 (71)                     | Médaille d'or               | Zhang Shan Chine            | 97 (72)                     |
| Médaille d'argent           | Fátima Gálvez Espagne          | 91 (70)                     | Médaille d'argent           | Wei Ning Chine              | 96+22 (72)                  |
| Médaille de bronze          | Elena Tkach Russie             | 88 (70)                     | Médaille de bronze          | Jaiden Grinnell États-Unis  | 96+21 (72)                  |
| Sydney (23-24 mars)         | Sydney (23-24 mars)            | Sydney (23-24 mars)         | Sydney (29-30 mars)         | Sydney (29-30 mars)         | Sydney (29-30 mars)         |
| Médaille d'or               | Alessandra Perilli Saint-Marin | 89 (68)                     | Médaille d'or               | Kim Rhode États-Unis        | 97 (72)                     |
| Médaille d'argent           | Jessica Rossi Italie           | 87+1 (70)                   | Médaille d'argent           | Caitlin Connor États-Unis   | 96 (71+2)                   |
| Médaille de bronze          | Wu Cuicui Chine                | 87+0 (68)                   | Médaille de bronze          | Danka Bartekova Slovaquie   | 95 (71+1+8)                 |
| Pékin (26 avril)            | Pékin (26 avril)               | Pékin (26 avril)            | Pékin (21 avril)            | Pékin (21 avril)            | Pékin (21 avril)            |
| Médaille d'or               | Jessica Rossi Italie           | 89+2 (69)                   | Médaille d'or               | Wei Ning Chine              | 99 (74) EWR EFWR            |
| Médaille d'argent           | Rachael Lynn Heiden États-Unis | 89+1 (73)                   | Médaille d'argent           | Kim Rhode États-Unis        | 96 (72)                     |
| Médaille de bronze          | Lin Yi Chun Taipei chinois     | 87 (68)                     | Médaille de bronze          | Christine Wenzel Allemagne  | 94 (72)                     |
| Maribor (9 juillet)         | Maribor (9 juillet)            | Maribor (9 juillet)         | Maribor (14 juillet)        | Maribor (14 juillet)        | Maribor (14 juillet)        |
| Médaille d'or               | Rachael Lynn Heiden États-Unis | 95 (72)                     | Médaille d'or               | Zhang Donglian Chine        | 94+4 (72)                   |
| Médaille d'argent           | Zuzana Stefecekova Slovaquie   | 93 (72)                     | Médaille d'argent           | Panayiota Andreou Chypre    | 94+3 (70)                   |
| Médaille de bronze          | Liu Yingzi Chine               | 92+4 (74) EWR               | Médaille de bronze          | Christine Wenzel Allemagne  | 93 (71)                     |
| Finale : Al Ain (5 octobre) | Finale : Al Ain (5 octobre)    | Finale : Al Ain (5 octobre) | Finale : Al Ain (2 octobre) | Finale : Al Ain (2 octobre) | Finale : Al Ain (2 octobre) |
| Médaille d'or               | Jessica Rossi Italie           | 93 (70)                     | Médaille d'or               | Kim Rhode États-Unis        | 93 (69)                     |
| Médaille d'argent           | Katrin Quooss Allemagne        | 87 (65)                     | Médaille d'argent           | Danka Bartekova Slovaquie   | 92 (70)                     |
| Médaille de bronze          | Wu Cuicui Chine                | 83 (66)                     | Médaille de bronze          | Zhang Donglian Chine        | 91 (70)                     |